# Gogo Yubari
Gogo Yubari, née en 1985 ou 1986, interprétée par Chiaki Kuriyama, est un personnage fictif de nationalité japonaise apparaissant dans le film Kill Bill (2003) de Quentin Tarantino.

## Description
Gogo Yubari est une écolière japonaise de 17 ans et un tueur à gages. Elle travaille pour O-Ren Ishii (Lucy Liu) dont elle est un des deux gardes du corps, et se bat avec une variante du meteor hammer (en) dérivée du manriki. Elle tue pour le plaisir et est impitoyable. Elle a également une sœur, Yuki Yubari.
Contrairement aux autres gardes du corps d'O-Ren, Gogo porte l'uniforme scolaire japonais comprenant une minijupe à carreaux, des bas blancs et une veste noire.

## Son personnage dans le film
Lorsque la Mariée Beatrix Kiddo (Uma Thurman) vient se venger d'O-Ren, Gogo est chargée de la protéger. Après avoir tenté sans succès de la dissuader, ne voulant pas tuer une adolescente, les deux femmes se battent. Gogo bat presque Beatrix en l'étranglant avec son meteor hammer (en), mais Beatrix parvient à attraper un pied de table comportant des clous pointus. Elle frappe d'abord dans le pied de Gogo, puis dans sa tête. Gogo meurt immédiatement, des filets de sang coulant de ses yeux.